# Jacques Fiérain
Jacques Fiérain, né le 3 mai 1934 à La Louvière (province de Hainaut) et mort le 16 septembre 2008 dans la même ville, est un enseignant, bibliothécaire, scénariste de bande dessinée et essayiste belge.

## Biographie
Jacques Fiérain naît le 3 mai 1934 à La Louvière.
Son grand-père lui inculque le virus de la bande dessinée avec quelques fascicules des Pieds Nickelés et lui offre, pour ses cinq ans, un album relié du Journal de Spirou,. Puis viendront les aventures de Spirou, Les Aventures de Tintin, Superman, Tif et Tondu, L'Épervier bleu ou encore Blake et Mortimer.
Après une tentative universitaire, il est diplômé Agrégé de l'enseignement secondaire inférieur, il enseigne le français pendant vingt ans à l'Athénée provincial de Morlanwelz, où il aura notamment pour élève Marc Wasterlain. Pour ses cours, il fait usage notamment des albums de Peyo. C'est en 1981 qu'il entame des études de bibliothécaires.
Il crée la bédéthèque de Morlanwelz — la plus importante bédéthèque du Hainaut — et il assume les formations des bibliothécaires en littérature d'enfance et de jeunesse et en bande dessinée au sein de la Direction générale des affaires culturelles du Hainaut. À la fin des années 1990, peu avant la retraite, il s'oriente vers le cœur même de la bande dessinée. Il s'essaie ainsi à divers scénarios dont notamment Le Rescapé du Noir Dieu pour le dessinateur André Osi. Il rédige des ouvrages de références, comme La BD en Hainaut en 2001 et La BD à Bruxelles et en Brabant, publié aux Éditions de l'Âge d'or en 2003. Cet ouvrage lui vaut d'être récipiendaire du prix de la critique B.D. 2002 décerné par la Chambre belge des experts en bande dessinée.
Il publie encore La BD dans les provinces de Liège, Namur et Luxembourg en 2004 et il remanie son premier ouvrage pour l'augmenter et le renommer en La BD dans la province du Hainaut publié chez le même éditeur en 2006. Ces livres thématiques regroupent différentes notices biographiques dont chaque volume est consacré aux auteurs habitant une province belge spécifique. 
Il fréquente assidument les festivals de bande dessinée, il rédige des articles de fond pour des revues comme Biblioscope ou encore Lectures, notamment pour la bibliothèque centrale du Hainaut. Il est également contributeur sur le site bdoublies.com pour lequel il rédige des fiches biographiques.
Il est membre de la Chambre belge des experts en bande dessinée.
Il meurt le 16 septembre 2008, à l'âge de 74 ans. Il avait entamé les recherches pour un livre intitulé La BD en Flandres avec Josef Peeters. Cet auteur lui dédie son ouvrage De Christelijke strip in Vlaanderen [« La Bande dessinée chrétienne en Flandres »] dans lequel il lui rend hommage.
Il avait en projet un ouvrage sur le métier de scénariste ainsi qu'un livre qui analyserait le rôle de la femme dans la bande dessinée des origines à nos jours.

### Vie privée
Il demeurait à Morlanwelz. Il avait trois enfants : Véronique, Bernard, Marie-Noëlle.

## Publications

### Ouvrages sur la bande dessinée
- Jacques Fiérain, La B.D. en Hainaut[12],[3] : coloristes, critiques, dessinateurs, maquettistes et scénaristes d'origine ou d'adoption hainuyère, Jumet, Imprimerie provinciale du Hainaut, 2001, 191 p., ill. ; 21 cm (ISBN 2-930336-07-2, OCLC 1009508985, présentation en ligne),
- Jacques Fiérain, La BD à Bruxelles et en Brabant[4],[5], Charleroi, Éd. l'Âge d'or, avril 2003, 144 p., ill. ; 31 cm (ISBN 9782960119664 et 2960119665, OCLC 470388171, présentation en ligne),Tirage à 1000 exemplaires. Illustration de la couverture : Al Séverin.
- Jacques Fiérain, La BD dans les provinces de Liège, Namur et Luxembourg, Charleroi, Éd. l'Âge d'or, 2004, 112 p., ill. ; 31 cm (ISBN 9782960019698, OCLC 470388297, présentation en ligne),Tirage à 1000 exemplaires. Illustration de la couverture : François Walthéry.
- Jacques Fiérain, La BD dans la province du Hainaut, Charleroi, Éd. l'Âge d'or, septembre 2006, 96 p., ill. ; 31 cm (ISBN 9782960046458 et 2960046455, OCLC 469651838, présentation en ligne),Édition augmentée par rapport à celle de 2001, incluant en plus des addenda aux tomes 2 (Bruxelles-Brabant, 2004) et 3 (Liège-Namur-Luxembourg, 2004), ainsi des informations sur des auteurs suisses et luxembourgeois. Avec un index cumulatif pour les 3 volumes. Tirage à 1 000 exemplaires. Illustration de la couverture : Marc Wasterlain.

## Réception

### Prix
- 2002  prix de la critique B.D. 2002 décerné par la Chambre belge des experts en bande dessinée[6] pour La BD à Bruxelles et en Brabant.

### Postérité
Selon Gilles Ratier, Jacques Fiérain fait partie des grands promoteurs du 9e art,.  
Walt lui rend hommage sur ActuaBD : 

« Jacques était un authentique esthète de la BD, compétent et désintéressé. Ses ouvrages sont écrits soigneusement et ne comportent quasi pas d’erreurs et d’imprécisions comme on en retrouve malheureusement trop souvent ailleurs. Côtoyer cet homme érudit et charmant était un véritable bonheur et sa disparition m’affecte beaucoup. »

#### Livres
: document utilisé comme source pour la rédaction de cet article.
- Philippe Mellot, Michel Denni, Laurent Turpin et Isabelle Morzadec, Trésors de la bande dessinée : BDM 2023-2024 - Catalogue encyclopédique et Argus, Paris, Les Arènes, novembre 2022, 23e éd., 1677 p., ill. ; 23 cm (ISBN 9791037507280, OCLC 1351462460, présentation en ligne), p. 1515. .

#### Périodiques
- Franz Van Cauwenbergh, « Bibliothèque au quotidien : Hommages à Jacques Fiérain », Lectures, Centre de lecture publique de la Communauté française, no 159,‎ janvier - février 2009, p. 15-16 (lire en ligne, consulté le 19 juin 2025).